# جان تنیل
سر جان تنیل (به انگلیسی: Sir John Tenniel) (زادهٔ ۲۸ فوریه ۱۸۲۰ - درگذشتهٔ ۲۵ فوریه ۱۹۱۴) تصویر ساز انگلیسی بود که در زمینه طراحی فکاهی و کارتون‌سازی سیاسی فعالیت داشت. آثار او در طول نیمه دوم قرن نوزدهم میلادی برجسته بود. آثار جان تنیل جهت مطالعه تاریخ اجتماعی، ادبی و هنری آن دوره زمانی حائز اهمیت است. او در سال ۱۸۹۳ میلادی به خاطر دستاوردهای هنری خود از سوی ملکه ویکتوریا ،لقب شوالیه دریافت نمود.
شهرت جان تنیل بیشتر به دو دلیل است: اولاً او به مدت ۵۰ سال، اصلی‌ترین کارتونیست سیاسی، مجله انگلیسی پانج بود. همچنین او تصویرسازی دو اثر از لوئیس کارول به نامهای آنسوی آینه و آلیس در سرزمین عجایب را انجام داده‌است.

## نگارخانه

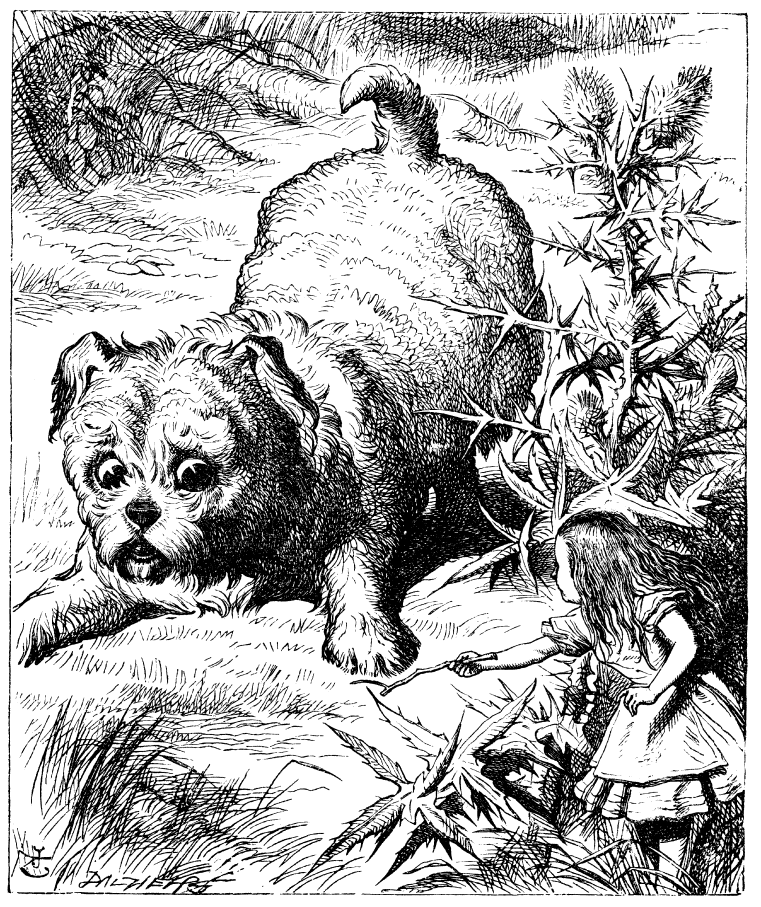
بازی کردن آلیس با توله سگ
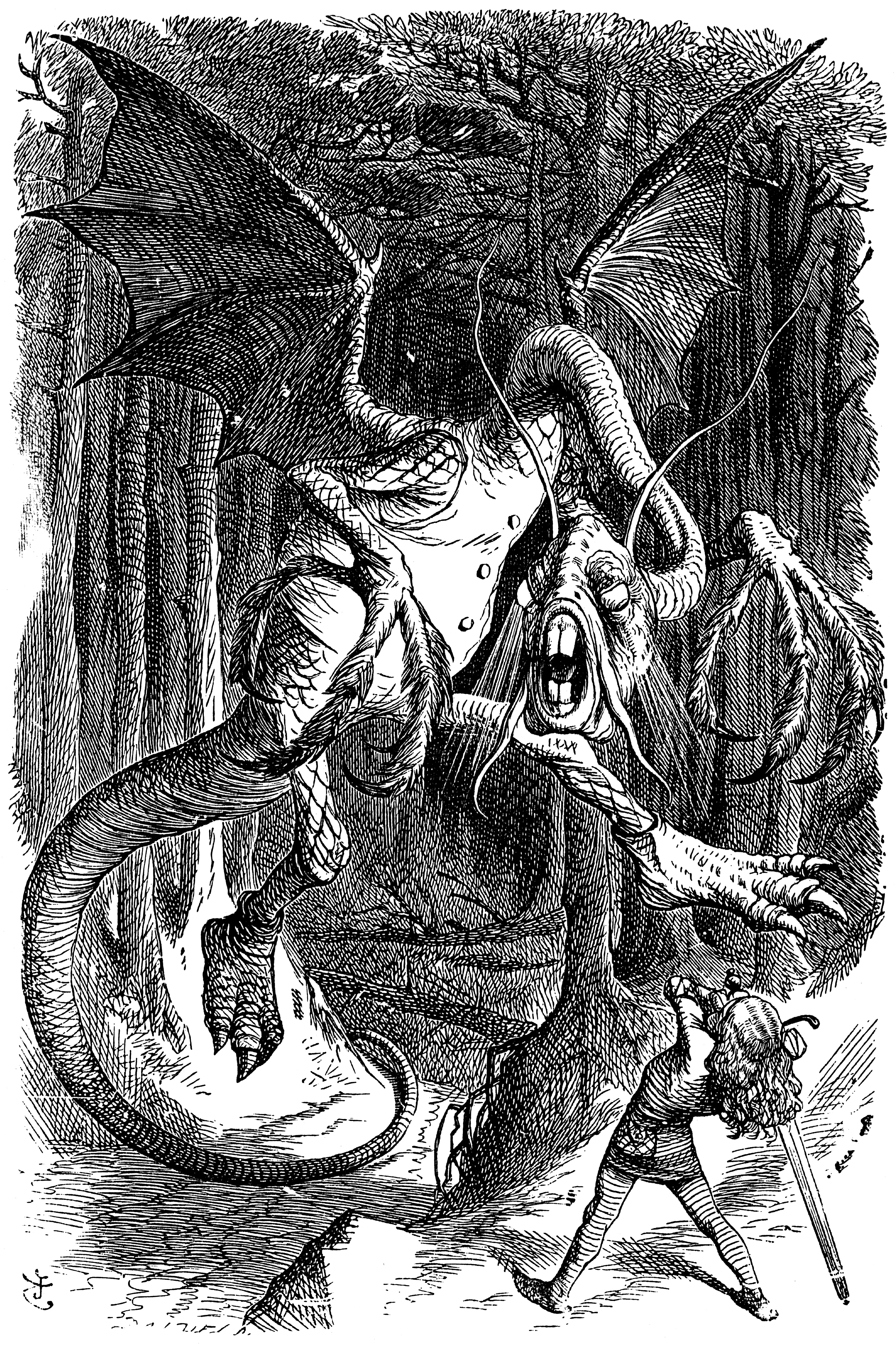
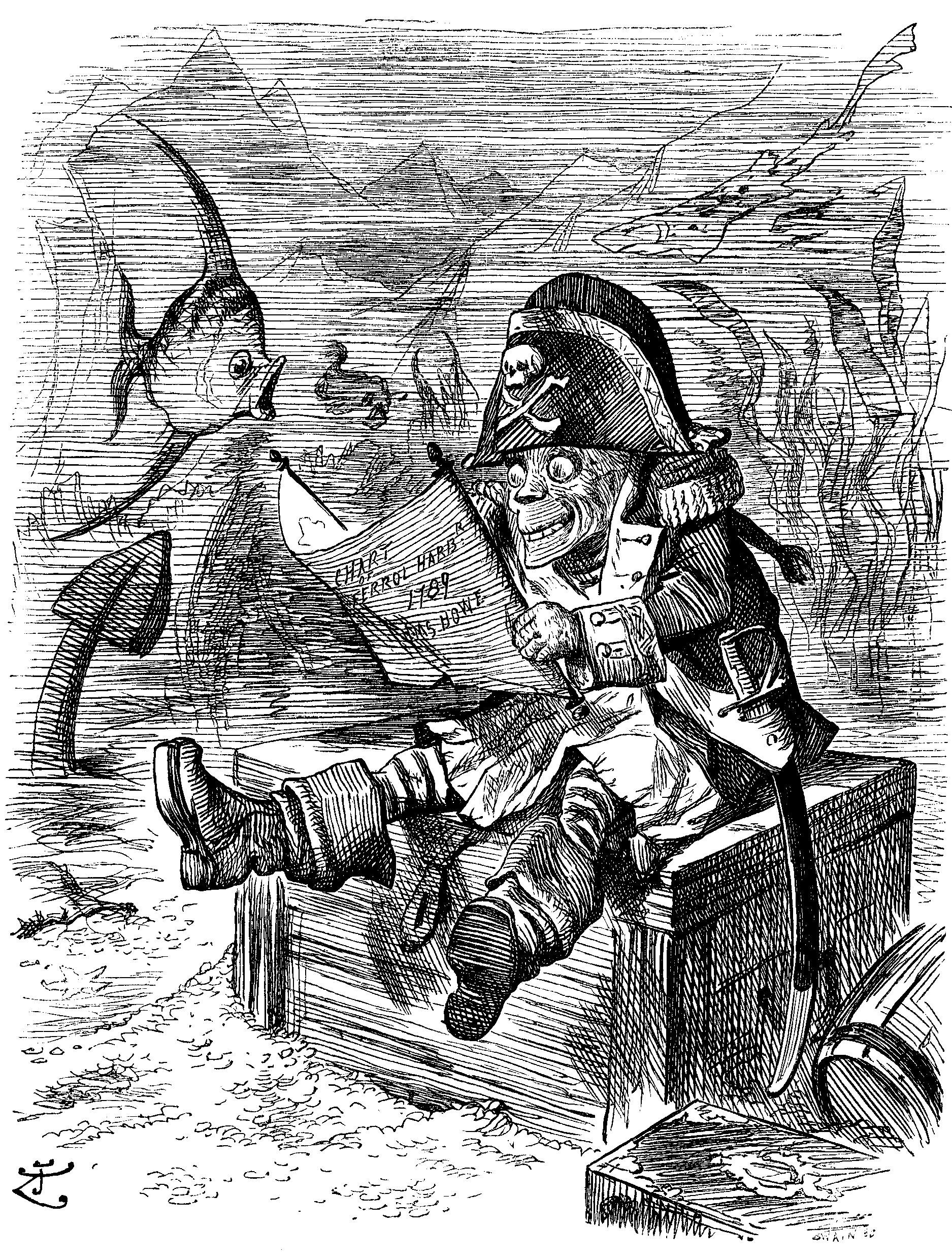
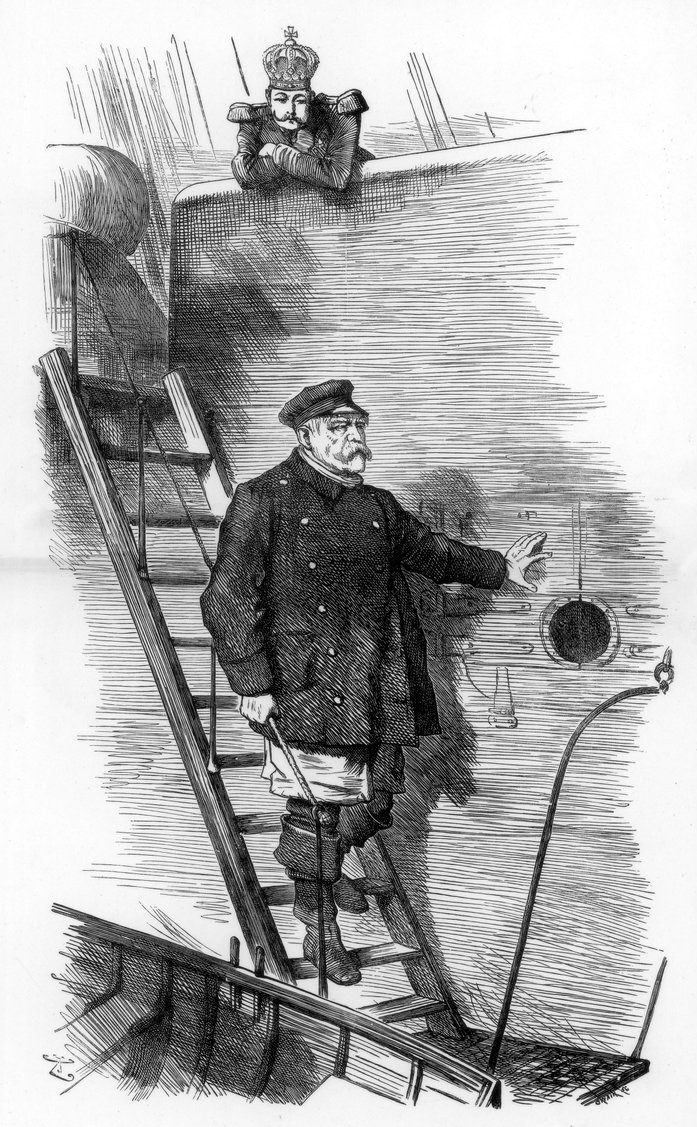
اخراج کاپیتان، کارتونی که در سال ۱۸۹۰ در مجله پانچ بخاطر برکناری اتو فون بیسمارک منتشر شد
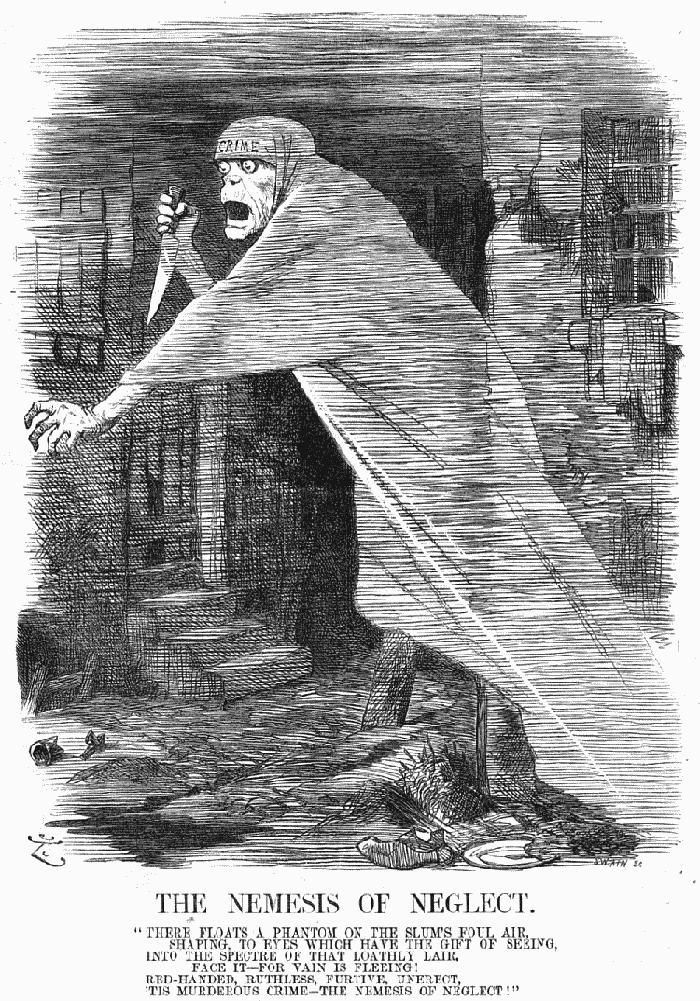